# Klaus F. Zimmermann

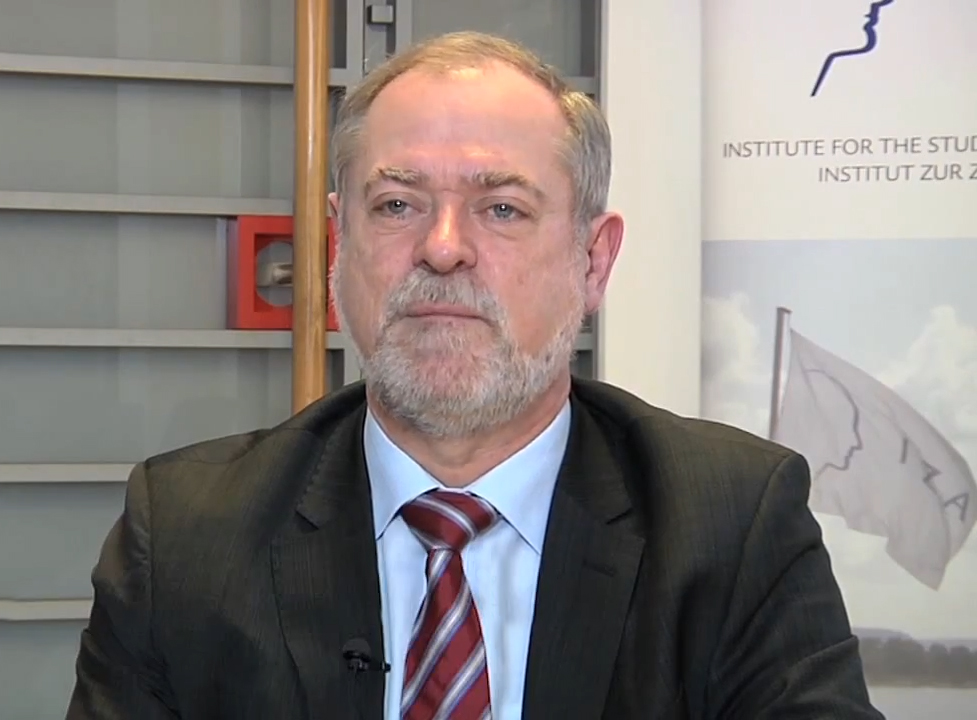
Klaus F. Zimmermann (2012)

Klaus F. Zimmermann (* 2. Dezember 1952 in Göppingen) ist Professor für Wirtschaftliche Staatswissenschaften an der Universität Bonn und Honorarprofessor der Freien Universität Berlin sowie der Chinesischen Volksuniversität. Von 1998 bis 2016 war er Direktor des Instituts zur Zukunft der Arbeit (IZA) in Bonn. Von 2000 bis Februar 2011 war er gleichzeitig Präsident des Deutschen Instituts für Wirtschaftsforschung (DIW) in Berlin.

## Leben
Zimmermann trat 1970 in die SPD ein und war aktiv bei den Jungsozialisten. 1971 wurde er Vorstandsmitglied im SPD-Ortsverband Rastatt und zog als Juso-Vertreter in den Kreisvorstand ein. Er betätigte sich als Pressereferent des Ortsvorstandes und wurde mehrfach zu Landesparteitagen delegiert. 1973 wurde Zimmermann zum Vorsitzenden des SPD-Ortsverbandes gewählt.
Zimmermann studierte von 1973 bis 1978 Volkswirtschaftslehre und Statistik an der Universität Mannheim. Er wurde 1984 promoviert. Seine Habilitationsschrift schloss Zimmermann 1987 ab.
1987 bis 1989 war er zunächst Privatdozent an der Universität Mannheim, sowie gleichzeitig Visiting Associate Professor der University of Pennsylvania, Philadelphia, USA (1987) und Heisenberg-Stipendiat der Deutschen Forschungsgemeinschaft (1988–1989). Nachfolgend war Zimmermann als Lehrstuhlvertreter an der Universität Dortmund (1989) und der Ludwig-Maximilians-Universität München (1989) tätig, wo er im Juni 1989 Professor für Volkswirtschaftslehre (Schwerpunkt Wirtschaftstheorie) wurde. 1998 nahm er einen Ruf an die Universität Bonn an, wo er das Institut zur Zukunft der Arbeit (IZA) gründete. Zimmermann ist seit 2001 Honorarprofessor für Volkswirtschaftslehre der Freien Universität Berlin und seit 2006 Honorarprofessor an der Chinesischen Volksuniversität in Peking.
Zimmermann war 1986 Begründer der European Society for Population Economics (ESPE) und bis 1992 deren Secretary. Zimmermann war 2005 bis 2011 Vorsitzender der Arbeitsgemeinschaft deutscher wirtschaftswissenschaftlicher Forschungsinstitute e. V. (ARGE) und 2008 bis 2010 Mitglied im Wissenschaftlichen Beirat der Landesregierung von Nordrhein-Westfalen. Seit 2001 ist er Mitglied der Leopoldina und seit 2010 der Academia Europaea. 2014 wurde er zum Vorsitzenden der Sektion „Economics, Business and Management Sciences“ der Academia Europaea ernannt und gleichzeitig wurde er Mitglied des Vorstandes.
2013 wurde Zimmermann mit dem Forschungspreis der Europäischen Investitionsbank (EIB) für besondere Leistungen in der Wirtschafts- und Sozialforschung und ihre Verbreitung ausgezeichnet.
Im Ökonomen-Ranking des Handelsblatts 2005 erreichte Zimmermann als einziger Ökonom in den beiden Kategorien Forschung und Medienberatung einen Platz unter den Top 10. Während er unter den führenden Forschern Platz fünf belegte, rangierte er auf dem Gebiet der Medienpräsenz an vierter Stelle.
Im Handelsblatt-Ökonomen-Ranking VWL, das die Publikationen in international renommierten Fachzeitschriften zählt, rangierte Zimmermann 2008 auf Platz 30 der 100 forschungsstärksten Volkswirte Deutschlands, was das Lebenswerk betrifft, tauchte jedoch nicht im Ranking hinsichtlich der Publikation seit 2004 auf.
Die internationale Ranking-Organisation RePEc listete Zimmermann im Januar 2015 als Nr. 106 von 42 652 der Ökonomen auf seiner Weltrangliste; Top 0,3 %
Dem DIW war vom Rechnungshof von Berlin die Verschwendung von Fördergeldern in eine Höhe von ca. fünf Millionen Euro vorgeworfen worden. Die Staatsanwaltschaft Berlin stellte das Ermittlungsverfahren mit Verfügung vom 12. April 2012 ein, sämtliche Vorwürfe haben sich als haltlos erwiesen.  Zimmermann selbst wurde kritisiert für eine aufgrund seiner umfangreichen Verpflichtungen geringe Anwesenheitszeit. Vom Kuratorium des DIW war Zimmermann für einen „autokratischen Führungsstil“ kritisiert worden.
Neben seinen Tätigkeiten in Forschung und Wissenschaft ist er seit April 2011 in den Sachgebieten Ökonomie und Europa als Beirat von Fair Observer engagiert, einem Online-Magazin, das globale Fragen aus einer Vielzahl von Perspektiven und Meinungen beleuchtet. Zudem ist er Mitglied des Wissenschaftlichen Beirats der wirtschaftspolitischen Fachzeitschrift Wirtschaftsdienst, für die er regelmäßig Beiträge schreibt.

## Wirtschaftspolitische Positionen
Zimmermanns wissenschaftliche Arbeiten entstammen mehrheitlich den Bereichen Arbeitsökonomie, Bevölkerungsökonomie und Migration.
Er kritisierte die Einführung von Mindestlöhnen in der Zeitarbeitsbranche und einen schleppenden Subventionsabbau.
2013 warnte er die Politik vor der Einführung flächendeckender Mindestlöhne.
In Kritik geriet Zimmermann durch eine Überarbeitung von DIW-Papieren, die nicht im Einklang mit seiner Position zum Fachkräftemangel standen.
Zimmermann vertritt die Ansicht, dass Zuwanderer aus Drittstaaten eine für Europa erforderliche Arbeitsmobilität darstellen. Es komme in der EU zu divergierender Wirtschaftsentwicklung, da seit der Einführung des Euro Unterschiede in der Wirtschaftsentwicklung einzelner EU-Staaten nicht mehr mittels flexibler Wechselkurse abgefedert werden konnten. Die nationalen Regierungen hätten es versäumt, ein effektives System von Finanzhilfen oder ein Transfersystem zugunsten schwacher Mitgliedsländer zu etablieren und die Arbeitsmobilität hinreichend zu fördern. Angesichts eines vergleichsweise starren europäische Arbeitsmarkts sei die zirkuläre Migration eine „Mobilitätsreserve“ für die Zukunft.

## Mitarbeit in Redaktionen
Zimmermann ist bzw. war (verantwortlicher) Redakteur der Fachzeitschriften
- Economic Bulletin (2000–2007),
- DIW-Wochenbericht (seit 2000),
- DIW-Vierteljahrshefte (seit 2002),
- Journal of Population Economics (seit 1988),
- Economic Policy (1995–1998), und
- Applied Economics Quarterly (seit 2008)

## Privates
Zimmermann ist verheiratet und hat zwei Kinder.